# Paolo Ricagno
Paolo Ricagno (* 18. Oktober 1957 in Turin) ist ein italienischer Filmregisseur.
Ricagno schloss in Geschichte und Filmkritik ab, nachdem er u. a. Seminare bei Guido Aristarco belegt hatte. 1978 legte er den mittellangen Uno vor, dem zwei Jahre später der für das Fernsehen produzierte Il mondo della luna folgte, den er zusammen mit Ugo Gregoretti verwirklichte. Nach einer weiteren Fernseharbeit, Dei bar e di altri luoghi, entstand 1984 der beim Filmfestival Venedig gezeigte, aber seither kaum aufzufindende Pirata! (Cult Movie) nach eigenem Drehbuch für das Kino. 1991 drehte Ricagno mit Dario Buzzolan auf Video Un tango y una noche eterno. Später wandte er sich der Opernregie zu. Ricagno lehrt am Conservatorio Statale di Musica Giuseppe Verdi seiner Heimatstadt Darstellung.